# Gómez de Cáceres y Solís
Gómez de Cáceres y Solís nació en Cáceres en el primer tercio del siglo XV. Llegó a ser el trigésimo quinto maestre de la Orden de Alcántara.

## Juventud
Su familia pertenecía a la nobleza media o baja, con escasos recursos económicos. No se sabe a ciencia cierta el nombre de su padre, pero probablemente fue un tal Diego de Cáceres, posiblemente de ascendencia asturiana. Este habría muerto en 1434 en una entrada en territorio musulmán realizada por el maestre de la Orden de Alcántara Gutierre de Sotomayor, según cuenta el cronista Francisco de Rades. 
El verdadero responsable del ascenso social y económico del linaje Solís fue Gómez de Cáceres y Solís, quien experimentó un importante ascenso social favorecido por el rey Enrique IV de Castilla. Fue nombrado mayordomo real y después, en 1458, maestre de la Orden de Alcántara, por voluntad del mismo monarca.

## Maestre de Alcántara
La mayor parte de su maestrazgo estuvo marcada por el enfrentamiento con el clavero de la Orden, Alonso de Monroy, quien había pretendido conseguir el maestrazgo pero no lo logró, aun cuando era apoyado por la mayor parte de la Orden.
Con la decepción de Monroy como causa de fondo, el detonante del enfrentamiento con el maestre Gómez de Cáceres y Solís se produjo en 1464, durante la celebración en Cáceres de la boda de la hermana del maestre, Juana de Solís. En ella se produjo un incidente entre los Solís y el clavero de la Orden, debido a unos ciertos “alardes” de este último. En el suceso tuvieron un especial protagonismo los hermanos de la novia y del maestre, Hernán Gómez de Solís y Gutierre de Solís, que se propusieron matar al clavero en el juego de cañas. La refriega terminó con el arresto de Monroy y su prisión en Alcántara. No obstante, a los pocos días consiguió huir.
Se inició así una pugna abierta que se vería además inmersa en el conflicto que enfrentaba a Enrique IV con parte de la nobleza. En esta disputa, el maestre se apartó del lado del rey Enrique IV, quien tanto lo había beneficiado, y tomó partido por la nobleza rebelde y el candidato de estos al trono: el medio hermano del rey, el príncipe Alfonso. Solís llegó incluso a participar en la famosa Farsa de Ávila de junio de 1465, en la que los sublevados escenificaron la deposición en efigie del rey Enrique IV y proclamaron como monarca al príncipe Alfonso, que entonces tenía doce años de edad. Por su parte, el clavero Alonso de Monroy se posicionó, de forma también inesperada, del lado del rey. En el verano de 1465, el maestre Solís tomó las ciudades de Cáceres, Badajoz y Coria con el pretexto de garantizar su fidelidad al príncipe Alfonso. Entregó Badajoz a su hermano Hernán, y Coria a su hermano Gutierre. Ante ello, el rey ordenó a Monroy que se hiciese con el control de las fortalezas y rentas para la causa monárquica.
En febrero de 1470 los partidarios del maestre sufrieron una decisiva derrota ante las milicias de Monroy en la batalla del Cerro de las Vigas, frente al puente de Alcántara, marcando así el inicio del declive de Gómez de Cáceres y Solís. En el verano del mismo año, los seguidores de Monroy nombraron a este gobernador de la Orden, después de deponer al maestre con el pretexto de haber traicionado al rey. Los reveses para Gómez de Cáceres y Solís no se detuvieron ahí, pues por esas fechas la lucha por el maestrazgo de la Orden de Alcántara se había complicado aún más al aparecer un nuevo pretendiente, Juan de Zúñiga y Pimentel, que a comienzos de 1472 recibió el apoyo del papa Sixto IV. Ante esta situación, Monroy se hizo elegir maestre por un buen número de comendadores y freires. 

## Muerte y enterramiento
Gómez de Cáceres y Solís falleció en mayo de 1473 en Magacela. Sus seguidores, principalmente localizados en el partido de la Serena, eligieron como nuevo maestre a su sobrino Francisco de Solís, pero la realidad es que ni este ni Zúñiga estaban en condiciones de poder controlar el gobierno efectivo de la Orden.
Gómez de Cáceres y Solís fue posteriormente enterrado en la iglesia de Santa María de Cáceres, junto al presbiterio, en el lado de la Epístola, sitio que compró su sobrino Gómez de Solís, obispo de Plasencia, el 11 de junio de 1519 para enterramiento de su tío. Desde entonces ocupan este lugar de honor los enterramientos de la familia de los Solís.